# Lorenzo Ludemann

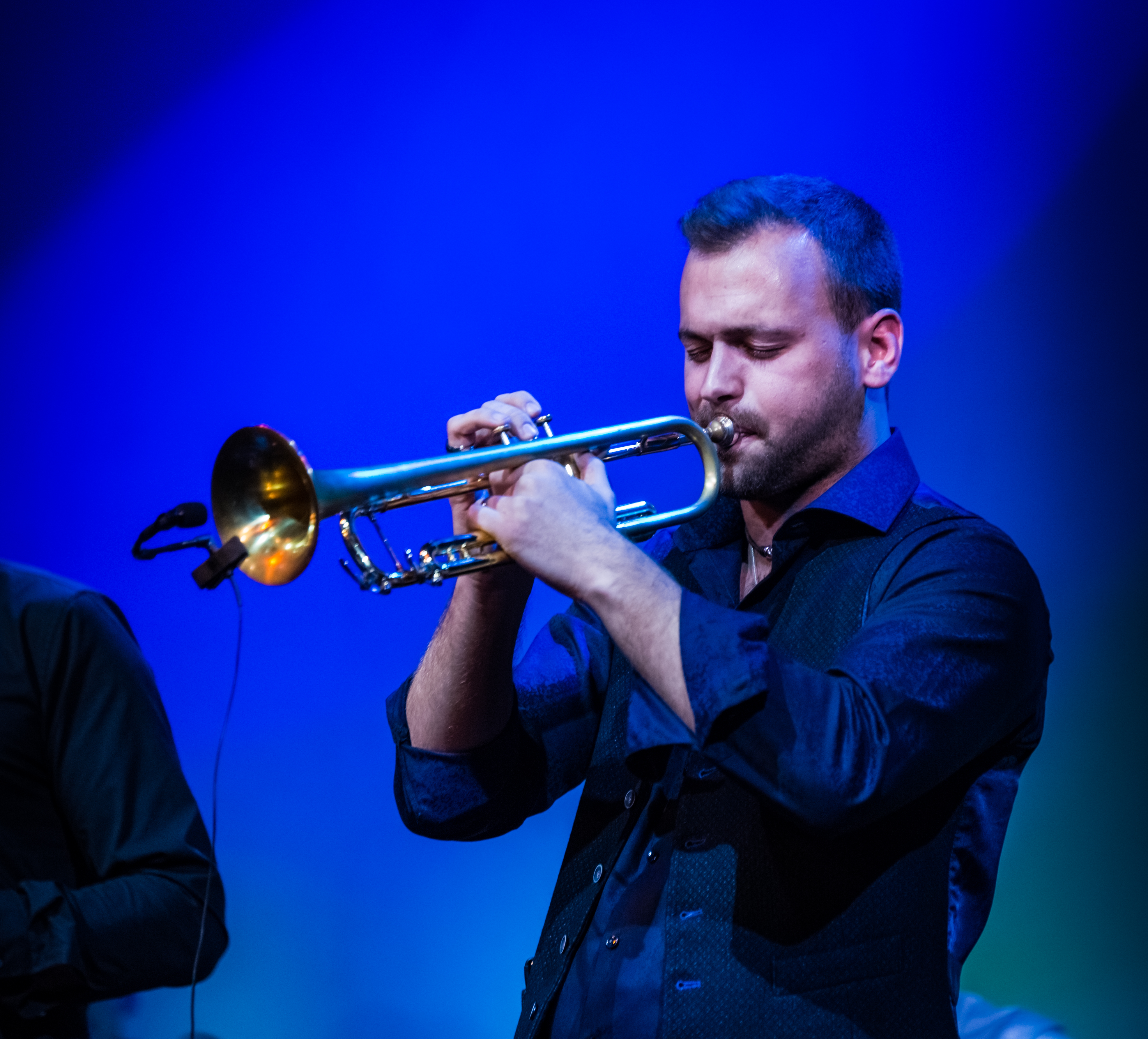
Lorenzo Ludemann (Leverkusener Jazztage 2017)

Lorenzo Ludemann (* 1992 in Triest) ist ein deutscher Jazz-Trompeter und Flügelhornist.

## Leben
Ludemann wuchs im Rheinland auf; seine Eltern arbeiten als Musiker bei den Düsseldorfer Symphonikern. Er begann im Alter von sieben Jahren Trompete zu spielen. Auf einem Workshop lernte er Rüdiger Baldauf kennen, bei dem er später auch Unterricht hatte. 2008 begann er unter anderem bei Andy Haderer und Matthias Bergmann ein Frühstudium an der Musikhochschule Köln.
Ludemann gehörte zum Jugendjazzorchester NRW, mit dem er auch in China tourte, und wurde im Alter von 21 Jahren Mitglied des Bundesjazzorchesters, dem er bis 2015 angehörte. Ludemann arbeitet mit zahlreichen Musikern wie Gregor Meyle, Max Mutzke oder den Fantastischen Vier zusammen und spielt regelmäßig mit der WDR Big Band. Außerdem ist er unter anderem auf dem Album (sic!) von den Broilers, auf dem Album Perfect Day von Tom Gaebel und auf Hendrika Entzians Marble zu hören.
2017 wurde Ludemann Baldaufs Nachfolger bei der Band Heavytones. Seitdem trat er mit der Band in den Fernsehshows Gottschalks große 68er-/80er- und 90er-Show, Free European Song Contest, dem Deutschen Comedypreis 2020 sowie in den Live-Shows Stefan Raab Live! auf. Außerdem tritt er oftmals bei der von Rüdiger Baldauf veranstalteten Trumpet  Night auf. 2021 war er Teil der Studioband von Täglich frisch geröstet.
Seit 2021 ist er Teil der Studioband in der Show Let the Music Play, einer Neuauflage von Hast Du Töne?. Von 2021 bis 2024 spielt er mit den Heavytones in der Neuauflage der Sendung TV total.